# Aurélie Lévy
Aurélie Lévy, née à Paris, est une écrivaine, scénariste, réalisatrice de documentaires et journaliste trilingue (anglais, français et japonais).

## Biographie

### Études
Née et élevée à Paris, elle passe une partie de son enfance à Charleston, en Caroline du Sud, aux Etats-Unis. À 18 ans, elle quitte la France pour poursuivre ses études supérieures au Japon. Après une année à l'université Aichi Shukutoku de Nagoya, où elle étudie la langue et les arts traditionnels japonais, elle intègre la prestigieuse ICU de Tokyo. Elle y poursuit des études d’histoire et de sciences politiques et rédige son mémoire sur « L’image sacrificielle de la femme dans le cinéma japonais de 1920 à 1960 ». À 22 ans, elle part approfondir ses études de cinéma à UCLA. Elle décide alors de s’installer pour de bon à Los Angeles.

### Débuts de carrière
Assistante de l'acteur John Cusack de 2002 à 2007, elle apprend les ficelles du métier de cinéaste et indirectement d’intervieweuse. Elle arpente les plateaux de tournages (Identity, Faux Amis, 1408, Le Contrat) et les routes des « press junkets ». Elle découvre l’envers du décor des « talkshows » : David Letterman, Charlie Rose, Howard Stern, Helen de Generes ou encore Oprah Winfrey.
Elle démissionne en 2007 pour réaliser son premier documentaire, American Heiress.
De retour en France, Aurélie Lévy parcourt l’hexagone avec Anthony Bourdain, figure de la gastronomie et de la télé américaine, pour deux épisodes de son émission No Reservations.

### Vie littéraire
En 2012, elle écrit son premier roman Ma vie pour un Oscar, paru aux éditions Plon, une chronique de sa décennie à Hollywood[pas clair].
À la suite de la publication de son livre, la chaîne OCS lui confie l’écriture de trois documentaires de 52 minutes sur l’histoire des studios hollywoodiens (MGM, Paramount et RKO).
En 2017, elle réalise, à nouveau pour OCS, deux documentaires long-métrage sur les couples mythiques du cinéma. Le premier sur John Cassavetes et Gena Rowlands, le second sur Vivien Leigh et Laurence Olivier.
En juin 2020 parait son deuxième livre, Le 21e homme, enquête en territoire masculin, aux éditions Anne Carrière, recueil de témoignages qui s’intéresse aux hommes aujourd’hui, à l’ère post #metoo.
En août 2021 parait le roman graphique Queenie, la marraine de Harlem aux éditions Anne Carrière, qu’elle a coécrit avec l’artiste peintre Elizabeth Colomba, inspiré de la vie de la cheffe de gang d’origine martiniquaise Stéphanie St. Clair active dans les années 1930 à Harlem. Le Monde publie une page de la BD chaque semaine durant l'été qui précède la parution du livre.
Le roman graphique est lauréat du prix BD Quais du Polar / Expérience / France 3 Auvergne-Rhône-Alpes et du prix Fetkann ! Maryse Condé catégorie Jeunesse. Il est également finaliste des prix Landerneau BD et dans les sélections du prix Wolinski du la BD du Point et du prix de la BD Fnac BD en partenariat avec France Inter. En 2022, le roman graphique est récompensé par le Grand prix de l'héroïne Madame Figaro et le prix Artémisia catégorie Biopic.
Écrit initialement en langue anglaise, Queenie, Godmother of Harlem sort aux États-Unis aux éditions Abrams en Janvier 2023. Le New Yorker lui consacre plusieurs pages. Le livre, nommé aux NAACP Image Awards sera adapté à l’écran par un grand studio hollywoodien d’après le scénario coécrit par Aurélie Lévy.
En 2023, elle traduit du français à l'anglais le dernier essai de l'écrivain haïtien Louis-Philippe Dalembert, intitulé Exils du temps, dans lequel il revient sur les grands thèmes de son œuvre : l’errance, le nomadisme, le déracinement et bien entendu, l'exil.
En mai 2023. elle devient présidente du Prix de la Porte Dorée pour le Prix BD, avec Mohamed Mbougar Sarr pour le Prix roman, qui récompense chaque année une œuvre de fiction écrite en français ayant pour thème l’exil, l’immigration, la mémoire, les identités plurielles ou l’altérité liée aux réalités migratoires.

## Journalisme, émissions et podcasts
Régulièrement invitée dans les festivals pour parler de ses livres, elle est bientôt sollicitée pour interroger d’autres écrivains. Un jour, lors d’un festival à Nantes, le journaliste censé la questionner sur son dernier livre se trompe d’heure. Et voilà qu’elle anime sa propre rencontre : questions et réponses ! L’idée de s'entretenir des auteurs, écrivains et plumes en tout genre pour discuter de leur processus créatif germait depuis des années. Elle comprend qu’il est temps de se lancer.

### Émission littéraireÉcrire
En 2022 elle crée sa propre émission littéraire, le podcast Écrire, en partenariat avec le media Actualitte.com Il revisite et renouvelle l’entretien littéraire : un espace où la conversation est libre et s’émancipe des diktats de l’émission culturelle. Plus qu’une interview, le programme se veut une conversation intime et informelle qui révèle le rapport singulier de chaque écrivain à son œuvre, à son existence, et nous réconcilie avec la nôtre. Alain Mabanckou, Lucas Belvaux, Bérengère Cournut, Lisa Mandel, Maria Larrea, Sibylle Grimbert, Patrick Deville, Indien Shaunak Sen (en), font partie des premiers écrivains qu'elle a interviewés.
Pour la deuxième saison de son podcast ÉCRIRE, Aurélie Lévy entre en partenariat avec Sciences Po et converse avec les écrivains qui y occupent la chaire d'écriture. Parmi les premiers invités : Natacha Appanah, le lauréat du prix Goncourt Mohamed Mbougar Sarr, Louis-Philippe Dalembert, Karine Tuil, Alice Zeniter et Kamel Daoud.

### L'audace n'a pas d'âge
En mai 2023, elle anime son deuxième podcast, filmé cette fois et intitulé L'audace n'a pas d'âge, produit par Bayard Impact et soutenu par AXA. Une conversation intime et inspirante où chaque épisode met en lumière une personnalité connue du grand public qui a pris une nouvelle trajectoire au cours de sa carrière et autour de la cinquantaine.
Le chef Thierry Marx, l'ancien judoka et ministre David Douillet, l'animatrice, actrice et désormais humoriste Valérie Damidot, Anne Depétrini, l’actrice Valérie Karsenti, les journalistes Nathalie Levy et Samuel Étienne, ou encore l’auteure-compositrice-interprète La Grande Sophie, reviennent sur leurs parcours et les moments charnières qui ouvrent de nouveaux champs des possibles, et où la limite est seulement celle que l’on se fixe.
En 2035, 1 Français sur 3 aura plus de 60 ans. Une réalité démographique qui concerne toutes les générations. Chacun des podcasts décrypte et fait émerger des actions concrètes pour inspirer les auditeurs et défier les stéréotypes liés à l’âge. Leurs témoignages donnent ainsi des clés, et surtout l’audace d’emprunter des chemins inattendus.

### Double Face
La même année elle lance son troisième podcast intitulé Double Face avec la chercheuse en sciences sociales Inès Noury. Ensemble les deux animatrices révèlent les deux versions d'une même histoire. Dans un premier épisode, l’invité raconte la relation de son point de vue et la semaine suivante son partenaire vient compléter le récit. Des histoires d'amour, d'amitié et de famille qui divulguent les ressorts souterrains et parfois surprenants de nos rapports affectifs.

## Œuvre

### Filmographie
- 2015 : série documentaire OCS : La fabuleuse histoires des studios Hollywoodiens - MGM - scénariste
- 2015 : série documentaire OCS : La fabuleuse histoire des studios Hollywoodiens - Paramount - scénariste
- 2015 : série documentaire OCS : La fabuleuse histoire des studios Hollywoodiens - RKO - scénariste
- 2017 : Les couples mythiques du cinéma - John Cassavetes et Gena Rowlands - OCS - réalisatrice
- 2017 : Les couples mythiques du cinéma - Vivien Leigh et Laurence Olivier - OCS - réalisatrice

## Distinctions
Pour Queenie, la marraine de Harlem
- prix BD Quais du Polar / Expérience / France 3 Auvergne-Rhône-Alpes
- prix Fetkann ! Maryse Condé catégorie Jeunesse
- Grand prix de l'héroïne Madame Figaro
- prix Artémisia catégorie Biopic
- Prix Polar-Encontre BD 2023